# Grants Pass
Grants Pass é uma cidade localizada no estado norte-americano de Oregon, no Condado de Josephine.

## Demografia
Segundo o censo norte-americano de 2000, a sua população era de 23.003 habitantes.
Em 2006, foi estimada uma população de 29.693, um aumento de 6690 (29.1%).

## Geografia
De acordo com o United States Census Bureau tem uma área de
19,9 km², dos quais 19,6 km² cobertos por terra e 0,3 km² cobertos por água. Grants Pass localiza-se a aproximadamente 283 m acima do nível do mar.

## Localidades na vizinhança
O diagrama seguinte representa as localidades num raio de 36 km ao redor de Grants Pass.